# 弗龙堡
弗龙堡（波蘭語：Frombork），旧译“弗劳恩堡”，是波兰的城市，位於北部维斯图拉潟湖的南岸港口。面向波罗的海，西距格但斯克70公里。靠近與俄羅斯的边境，属於
瓦尔米亚-马祖里省，人口約2,000人。是渔业中心和旅游圣地。由于其境内众多的历史遗迹，弗龙堡被称为瓦尔米亚-马祖里省的宝石。其中最为著名的是弗龙堡教堂，建于1329年至1388年。小镇上还有数座建于13世纪的教堂，如圣尼古拉斯教堂，圣乔治教堂和圣安妮教堂。小镇不大，但四周古木森森。每年夏天会在这里举行一年一度的国际管风琴音乐节。

## 哥白尼的故居
1497年，尚在意大利求学的哥白尼，在其舅父的推荐，被选为弗龙堡大教堂僧正。1512年他舅父死后，哥白尼开始定居弗龙堡，哥白尼作为弗龙堡教堂教士在此生活三十余年年之久（1512-1543），直至故去。鉴于教士的工作相当轻松，他将大部分时间投入到天文学研究当中。他那划时代的工作导致小镇闻名于世，为了表达对哥白尼的怀念，现在小镇里建有哥白尼纪念馆。同时一尊哥白尼的雕像也矗立在弗龙堡教堂旁。哥白尼对小镇感情颇深，曾笑称弗龙堡为 “Weiberstadt”(意为妻子的城市)  或 "Gynepolis" (中世纪希腊文)。 在1519年的时候哥白尼曾写信给波兰国王，希望他能对付条顿骑士团，但信在中途被截，条顿骑士团于是焚毁了小镇，好在哥白尼与其他教士早已撤退。在交付了自己毕生的心血的《天体运行论》之后，哥白尼便在弗龙堡去世了，享年70岁。《天体运行论》是用拉丁文写的，哥白尼使用了该镇和地区的拉丁文名字--“Frueburgo Prussiae”。

## 历史
最初，弗龙堡作为一个军事据点，先后被条顿骑士团，普鲁士，德国和波兰统治，在各方势力交战中屡次易手，市镇建设也在不断进行。弗龙堡在第二次世界大战的战火中遭到了严重破坏，战后划归波兰，并的到修复。中世纪时这里的居民大多是商人、农民、渔夫。
- 1278年,弗龙堡首次在第一个主教海因里希弗莱明签署了的文件中被提到。
- 1310年，吕贝克的法律被授予了此城，使得它能够如汉萨同盟的许多会员城市一样。
- 1388年 大教堂建成并被献给圣母玛利亚。
- 1466年，波兰从德意志人手中收复了东波莫瑞，弗龙堡划到了波兰的领土内。
- 1772年，第一次瓜分波兰时，弗龙堡被划到了普鲁士王国。
- 1871年，德意志第二帝国成立，弗龙堡成为它的一部分。
- 1945年， 波茨坦会议将弗龙堡暂时置于波兰的管辖之下，再根据最后的一次和平会议来决定，但这场会议始终没有召开，这个裁定导致弗龙堡隶属波兰。新的德波边界相继被东德（1950年）、西德(1970年)承认，1990年东西德合并后又得到了新一届德国政府的承认。[6]
- 1975年-1999年曾隶属于埃尔布隆格省，
- 1999年,埃尔布隆格省被合并到瓦尔米亚-马祖里省下面，故现属瓦尔米亚-马祖里省。

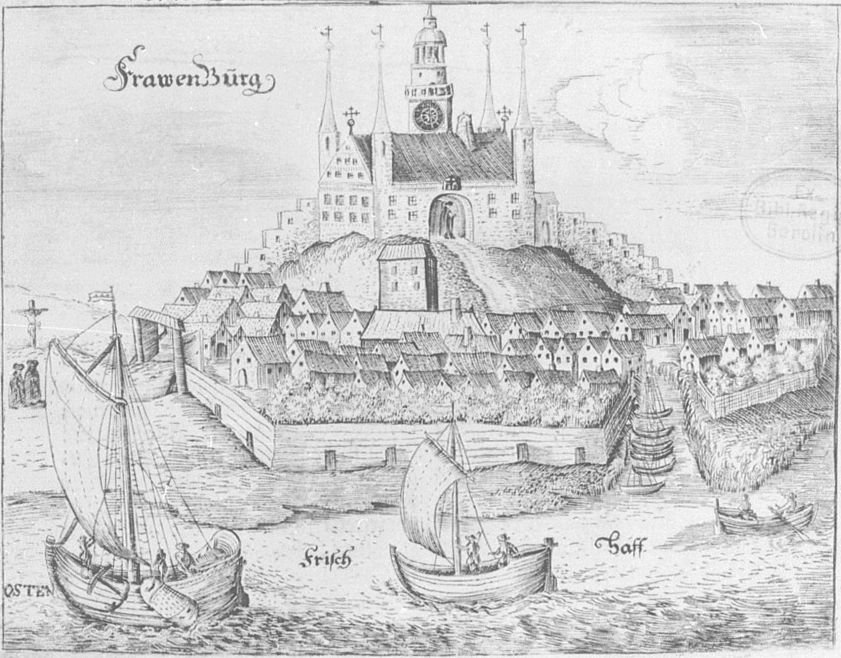
1684年时的弗龙堡

## 遗迹
在弗龙堡显要位置的名胜：
- 哥白尼纪念碑，在20世纪50年代由二战中被摧毁威廉二世的纪念碑改建的。
- 红军纪念碑，为纪念二战中的红军，题词为：“光荣的红军解放烈士墓”。
- 为了纪念东普鲁士的人们在1945年的维斯瓦河泻湖泛滥时，在从不稳定的冰块中发现了土地的纪念碑。
- 表彰的童子军的纪念碑，为了纪念重建在二战中被破坏城市而在1966年至1973年，参加“1001行动”的人们。
- 哥白尼天文观测台，工作室，仪器和天文馆现于哥白尼博物馆展出。

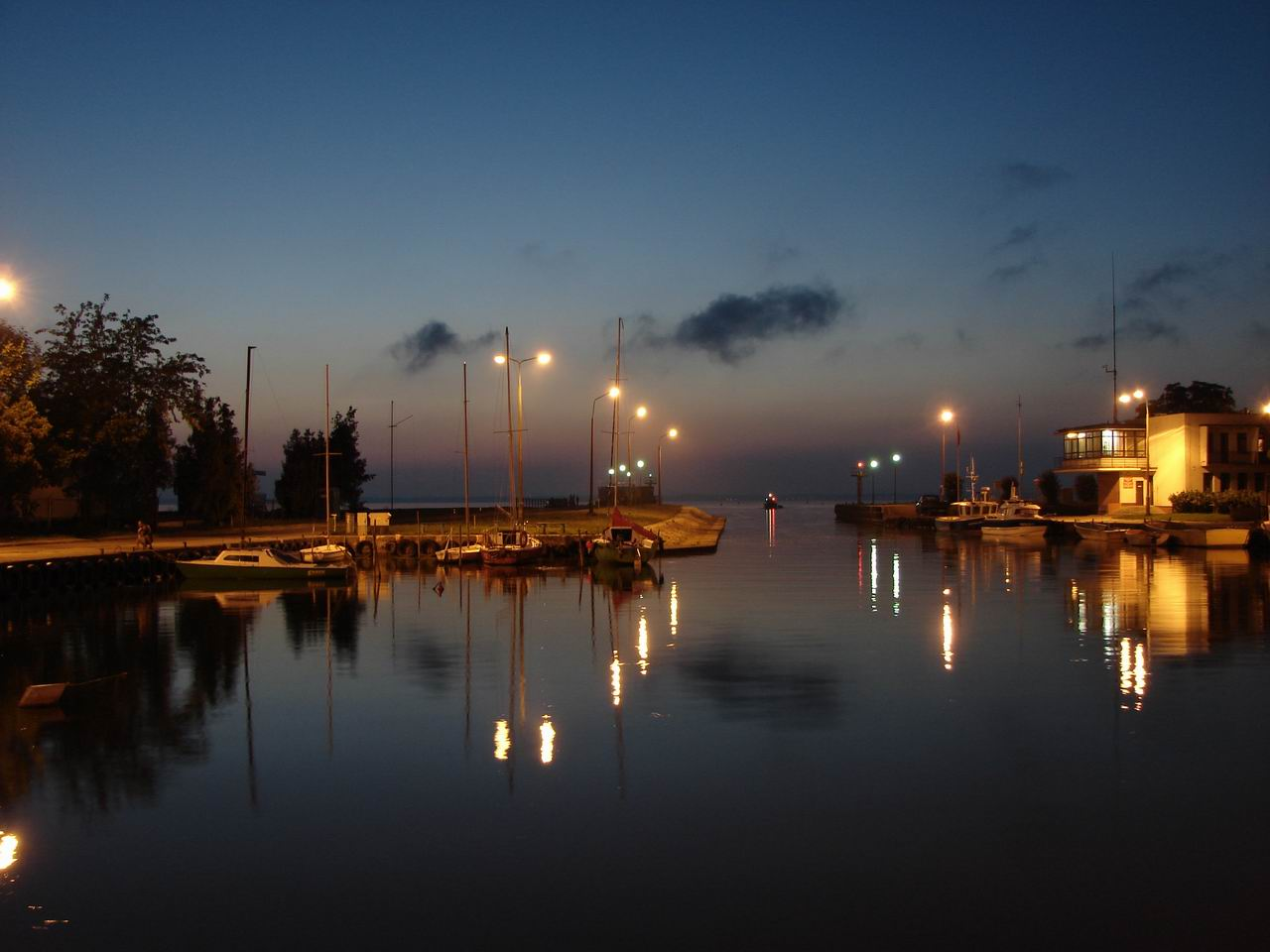
夜色中的弗龙堡港口